# Ионический фриз Парфенона

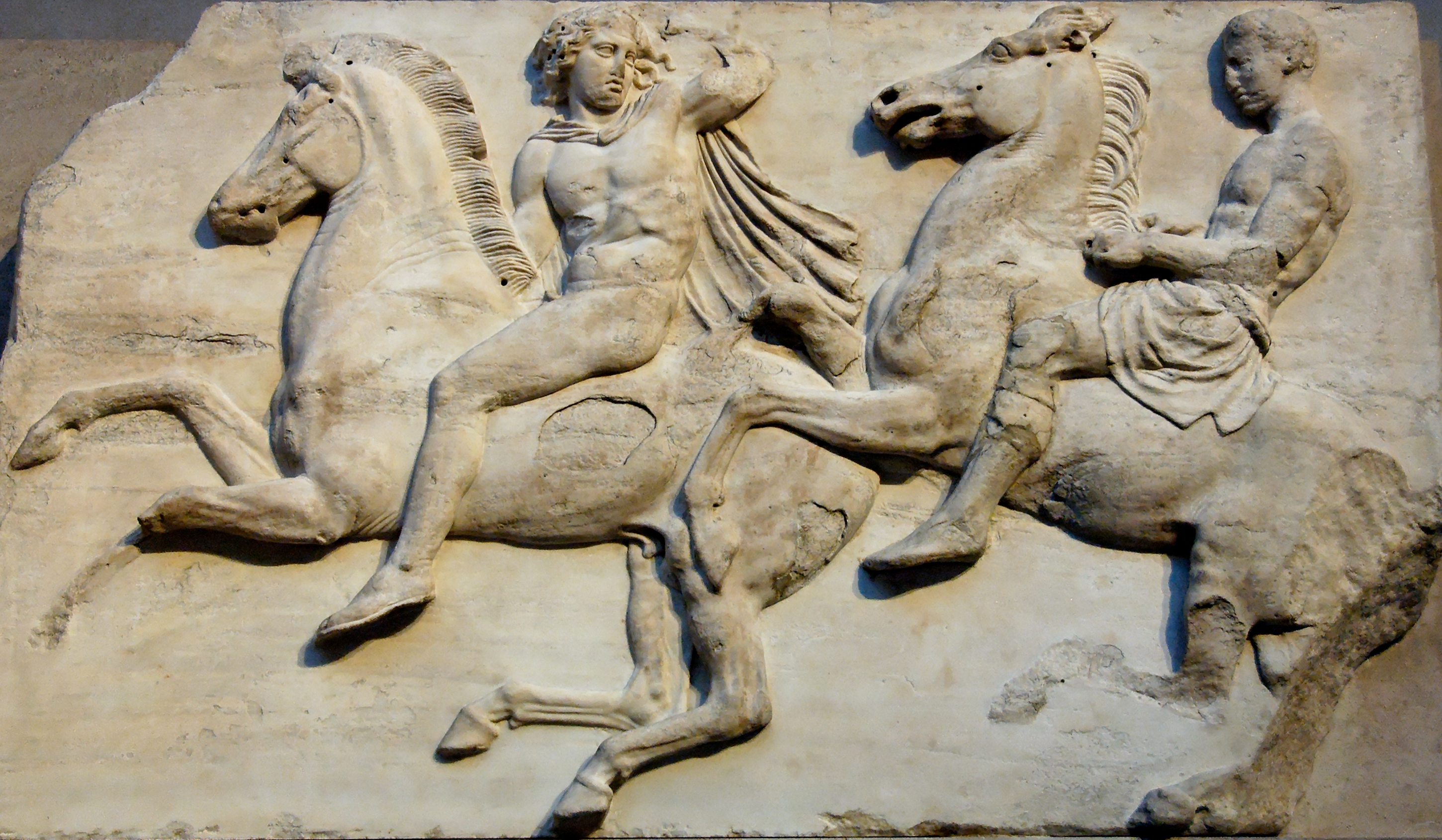
Конница фриза Парфенона, Западная часть II, 2-3, Британский музей.

Ионический фриз Парфенона — скульптурная композиция барельефов из пентелийского мрамора, которая была создана для украшения фриза в верхней части наоса (внутреннего помещения) афинского Парфенона. Композиция была создана между 443 и 438 гг. до н. э., вероятнее всего под руководством Фидия.

## Современное состояние
От оригинального фриза в 524 фута длиной (160 метров) сохранилось около 80 % — 420 футов (130 метров). Остальная часть известна только по рисункам французского художника Жака Каррея, выполненным в 1674 году за 13 лет до обстрела храма венецианцами, которые его разрушили.
В настоящее время большая часть фриза находится в Британском музее в Лондоне (составляя основную часть так называемых мраморов Элджина). Почти все остальное — в Афинах, а другие руины в шести разных учреждениях: фрагменты фриза можно найти в архиве Бизли в музее Эшмола в Оксфорде, в музее Сперлока в Эрбане, в Скульптурной галерее в Базеле и других местах.

## История

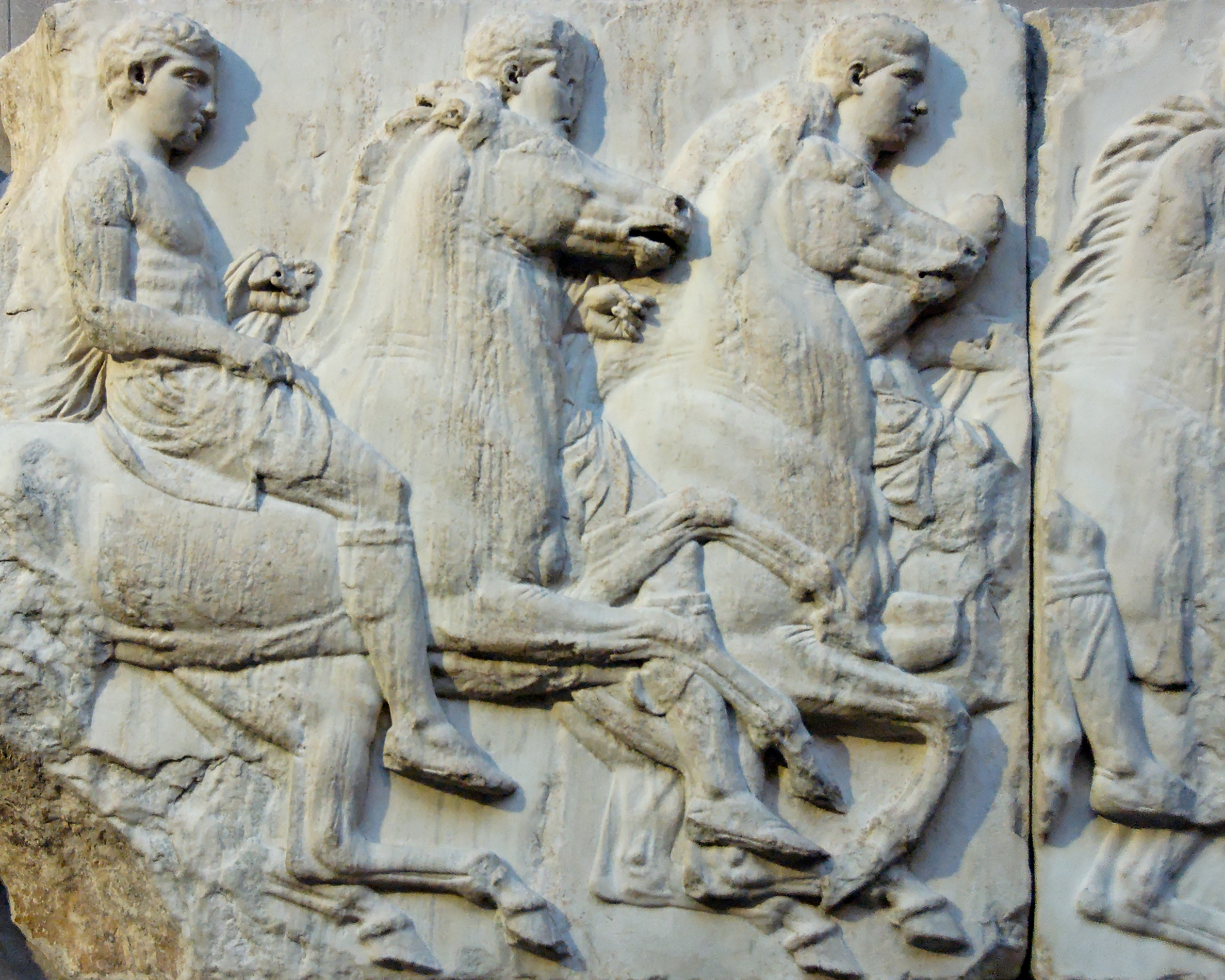
Процессия на южной стороне фриза, X XI, 26-28, Британский музей

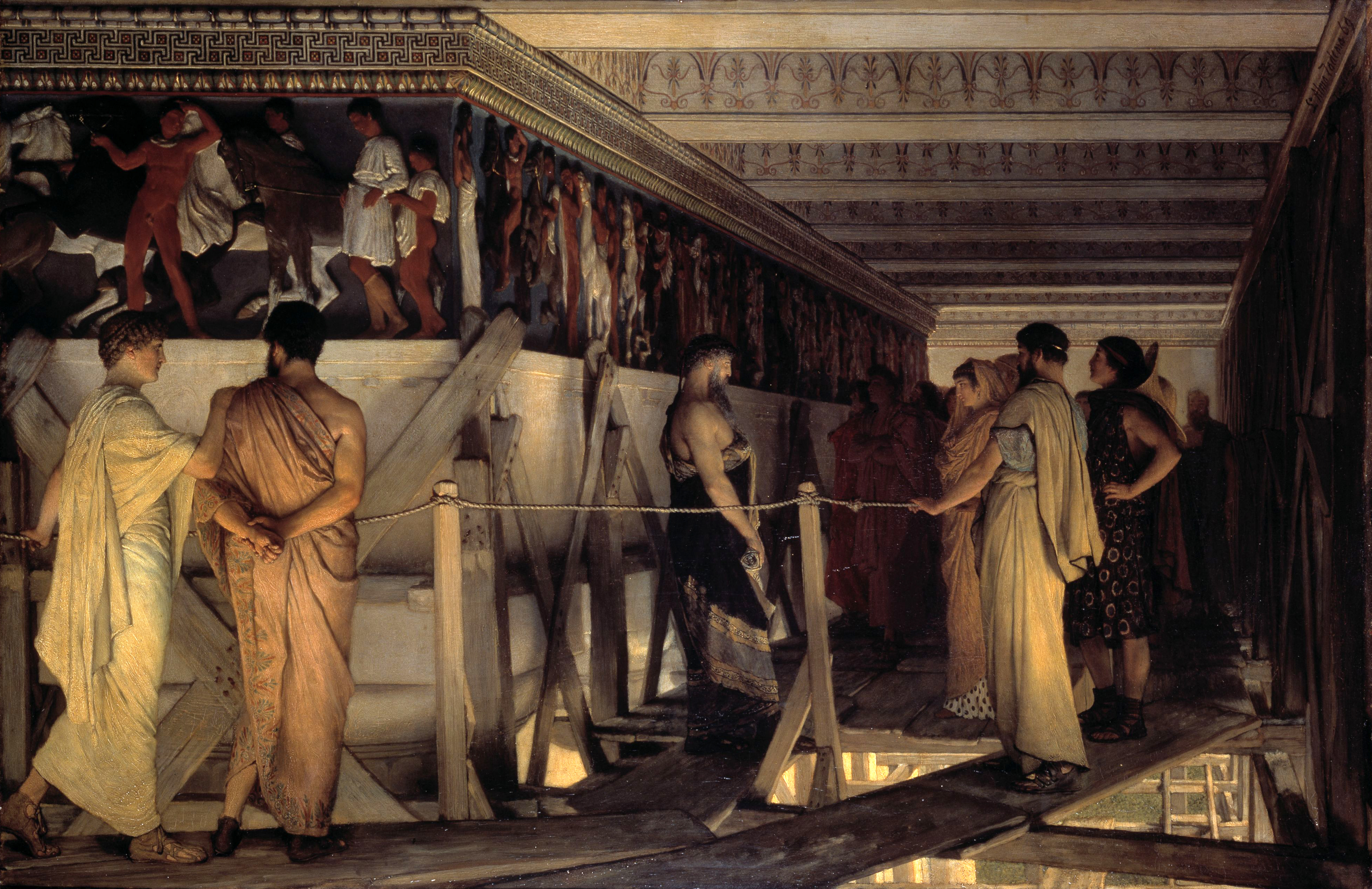
Фидий показывает друзьям, в том числе Периклу и Аспасии, фриз Парфенона. Картина Л. Альма-Тадемы, 1868.

В Жизнеописании Перикла Плутарх сообщается: «управлял всеми проектами и выполнял роль надсмотрщика для него (Перикла) — Фидий… Почти все находилось под его контролем, и как мы уже сказали, он нес ответственность за все работы и других мастеров по долгу дружбы с Периклом». Из описания следует, что Фидий не был архитектором (этим термином обычно обозначается творческое воплощение проекта), скорее всего он был управляющим. Именно благодаря этим косвенном свидетельствам (известной статуи Фидия Афина Парфенос и его ведущей роли в строительных планах Перикла) можно сделать вывод о том, что Фидий — автор фриза. Фриз включает в себя 378 человеческих фигур и 245 животных. Он составлял 160 метров в длину (524 фута) после завершения работ, 1 метр в высоту и его максимальная глубина достигала 5, 6 см. Фриз состоит из 114 блоков в среднем по 1,22 метра в длину каждый, на нем изображены две параллельные процессии. Необычайным новаторством в постройке Парфенона было то, что наос вслед за шестиколонным пронаосом поддерживал ионический фриз, а не метопы в дорическом стиле, как и полагалось в дорическом храме. Судя по наличию регул и гуттов внизу фриза на восточной стене, такую планировку применили при завершении строительства храма вместо десятка метопов и триглифов, которые можно было убрать.
Мрамор добывали с горы Пенделикон, которая находилась в 19 км от Акрополя, куда его и доставляли. Исследователей постоянно волнует вопрос, высекался ли мрамор на месте строительства. Между лепниной и тенией (в дорическом ордере венчающая полочка архитрава) находится углубление высотой в 17 мм, с помощью которого молоток скульптора проникал внутрь, завершая работу над верхом или низом рельефа. Этот скамилус (ремешок на стволе колонны в дорическом ордере) или несущая планка доказывают, что стены обрабатывались прямо на месте. Кроме того, с практической точки зрения легче переместить скульптора, чем саму скульптуру и применить монтажный лом там, где обтесывали углы сооружения. Информация о количестве строителей не сохранилась, но по разным оценкам количество скульпторов варьируется от 3-х до 80-ти, однако Дженифер Неилз предполагает, что их было девять на том основании, что это минимальное количество скульпторов для окончания работы в срок. Затем фриз покрасили и декорировали металлом. Хотя краски не сохранились, фон скорее всего был голубым, если сравнивать фриз Парфенона с мрачным серым фоном и остатками краски на фризе храма Гефеста. Вероятнее всего также были раскрашены предметы, которые находились в руках у фигур — трезубец Посейдона и лавр Аполлона. Множество отверстий в головах статуй Аполлона и Геры свидетельствуют в пользу того факта, что боги были увенчаны бронзовыми венками с позолотой.